# Valle de Villaverde
Valle de Villaverde ist eine zur nordspanischen autonomen Region Kantabrien gehörende Gemeinde. Wie beim Condado de Treviño, einer anderen, von Álava umgebenen Exklave von Burgos, wollen baskische Nationalisten das Valle de Villaverde in die umgebende baskische Provinz Bizkaia, eingliedern; dies wird jedoch von der kantabrischen Regierung abgelehnt. Die Gemeinde leidet seit Jahrzehnten unter Bevölkerungsschwund.

## Geografie
Die Exklave ist von den baskischen Gemeinden Carranza, Arcentales und Trucíos umgeben, aber die Gemeinde selbst untersteht der Verwaltung der Regierung von Kantabrien.
Im Süden der Gemeinde befindet sich der Oberlauf des Río Agüera, dessen Tal Höhen von mehr als 400 m aufweist. Die Gemeinde wird von West nach Ost von der Eisenbahnlinie Santander-Bilbao durchquert, die von der FEVE betrieben wird.

## Geschichte
Das Gebiet wurde in vorrömischer Zeit nicht von den Cantabri, sondern von den Autrigonen besiedelt. Es wurde von den Römern kolonisiert und wurde später Teil des Königreichs Asturien, wie auch der Rest von Las Encartaciones und das Herz der Biskaya.
Das Tal wurde Mitte des 15. Jahrhunderts von Pedro Fernández de Velasco erworben, wodurch es aufhörte, Teil von Biskaya zu sein, was der Vorläufer des heutigen Status als Enklave war. Bei den territorialen Aufteilungen Spaniens 1822 und 1833 erhielt es den Namen Villaverde de Trucíos; 2005 kehrte es zu seinem traditionellen Namen Valle de Villaverde zurück.

## Orte
- La Altura
- El Campo
- La Capitana
- Los Hoyos
- La Iglesia
- Laiseca
- La Matanza (Hauptort)
- Mollinedo
- Palacio
- Villanueva

## Bevölkerungsentwicklung
| 1877 | 1900 | 1950 | 1981 | 1991 | 2001 | 2011 |
| ---- | ---- | ---- | ---- | ---- | ---- | ---- |
| 504  | 746  | 747  | 461  | 394  | 365  | 358  |